# Jardín de Plantas Medicinales de la Facultad de Farmacia de la Universidad Teikyo
El Jardín de Plantas Medicinales, Facultad de Farmacia de la Universidad de Teikyo (en japonés 帝京大学薬学部附属薬用植物園概要) es un jardín botánico administrado por la "Facultad de Farmacia" de la Universidad Teikyo, que se encuentra en Sagamihara, Japón. 

## Localización
Sagami Kocho Suwarashi 1091-1, Sagamihara-shi, Kanagawa-Ken 199-0195, Kantō-chihō, Honshū, Japón.
Planos y vistas satelitales35°33′30″N 139°23′43″E / 35.55833, 139.39528.
- Altitud : 17,2 m s. n. m.
- Temperatura media anual : 14 °C
- Precipitaciones medias anuales : 1 141 mm .

Para llegar desde Tokio, ir a la estación central de autobuses de Sagamiko Honsen y coger el autobús que se dirige a la "Universidad Teikyo" desde la parada, caminar unos 3 minutos. 
El jardín botánico no se encuentra abierto habitualmente al público, hay que solicitar la visita. 

## Historia

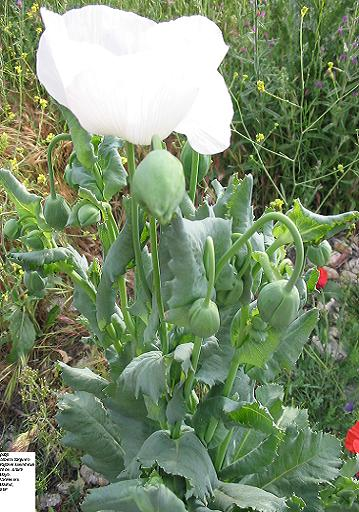
Papaver somniferum una de las plantas cultivadas en el Jardín de Plantas Medicinales, Facultad de Farmacia de la Universidad de Teikyo.

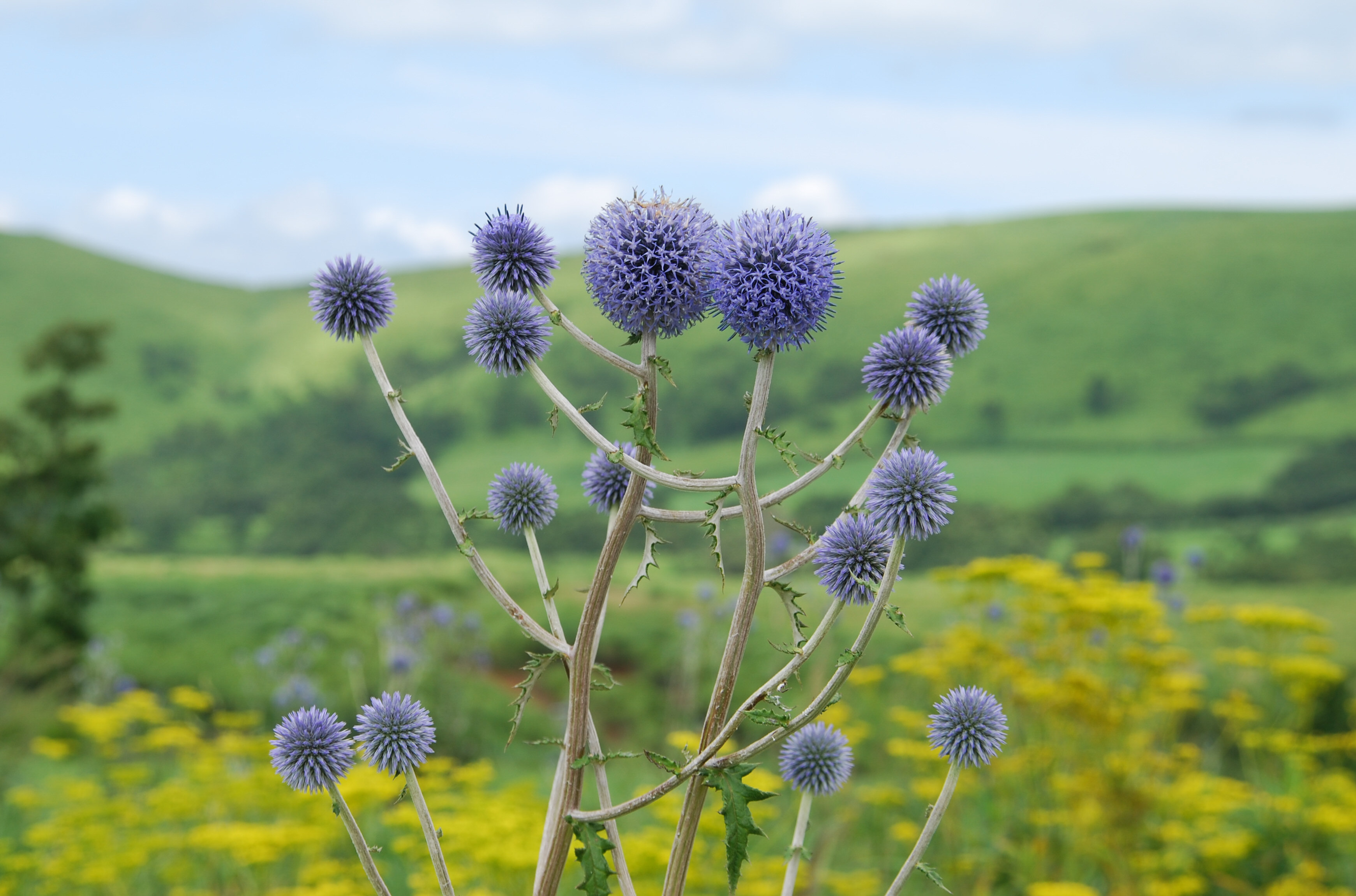
Echinops setifer una de las plantas cultivadas en el Jardín de Plantas Medicinales, Facultad de Farmacia de la Universidad de Teikyo.

Este jardín botánico fue creado para servir para la investigación y la enseñanza en la Universidad Teikyo encontrándose ubicado en el Campus de esta universidad.

## Colecciones
El jardín cultiva primordialmente las plantas medicinales albergando más de 1000 especies de plantas. 
Las plantas se encuentran agrupadas en diversas secciones, 
- Jardín botánico educativo, en esta sección del jardín se cultivan 1000 especies de plantas medicinales, utilitarias, tóxicas y tintóreas. El sitio Internet japonés presenta un calendario de floración con fotografías.
- Jardín de Papaveraceae, con cultivo de Adormidera Papaver somniferum y de Papaver setigerum, para la producción de opio y de morfina. Estos cultivos están bajo control del Gobierno y se benefician de una autorización especial. El jardín presenta también otras papaveraceas, cuyo cultivo no requiere de autorización: Papaver rhoeas, Papaver orientale, Papaver nudicaule…
- Invernadero, con cultivos de plantas medicinales tropicales procedentes del extremo meridional de Japón así como de países del Sureste asiático.
- Jardines experimentales, son dos y en ellos se efectúan investigaciones sobre el cultivo de algunas plantas medicinales así como el cultivo de las plantas de Japón en peligro de extinción, que son: Asarum tamaense, Astragalus sikokianus, Veronica ornata y Echinops setifer.
- Herbario, que reúne una colección de más de 1000 tableros de herbarios de plantas medicinales procedente esencialmente de los países del Sureste asiático y del extremo meridional de Japón (Okinawa).

## Actividades
Este jardín al estar junto a la Facultad de Farmacia y servir como campo experimental de esta, desarrolla un gran número de investigaciones en los campos de:
- Fitoterapia,
- Biotecnología,
- Cultivos experimentales de plantas medicinales,
- Material pedagógico para los cursos de farmacognosia y de fitoquímica de la universidad.